# Bar-sur-Seine (tổng)
Tổng Bar-sur-Seine là một tổng của Pháp nằm ở tỉnh Aube trong vùng Grand Est.
Tổng này được tổ chức xung quanh Bar-sur-Seine ở quận Troyes. 

## Hành chính
| Giai đoạn | Ủy viên               | Đảng | Tư cách |
| --------- | --------------------- | ---- | ------- |
| 2008-2014 | Bernard de la Hamayde | UMP  |         |
| 2001-2008 | Bernard de la Hamayde | DVD  |         |

## Các đơn vị hành chính
Tổng Bar-sur-Seine bao gồm 22 xã với dân số 9 777 người (điều tra năm 1999, dân số không tính trùng).
| Xã                      | Dân số | Mã bưu chính | Mã insee |
| ----------------------- | ------ | ------------ | -------- |
| Bar-sur-Seine           | 3 510  | 10110        | 10034    |
| Bourguignons            | 280    | 10110        | 10055    |
| Briel-sur-Barse         | 160    | 10140        | 10062    |
| Buxeuil                 | 145    | 10110        | 10068    |
| Chappes                 | 258    | 10260        | 10083    |
| Chauffour-lès-Bailly    | 94     | 10110        | 10092    |
| Courtenot               | 242    | 10260        | 10109    |
| Fouchères               | 450    | 10260        | 10158    |
| Fralignes               | 65     | 10110        | 10159    |
| Jully-sur-Sarce         | 274    | 10260        | 10181    |
| Marolles-lès-Bailly     | 100    | 10110        | 10226    |
| Merrey-sur-Arce         | 303    | 10110        | 10232    |
| Poligny                 | 28     | 10110        | 10294    |
| Rumilly-lès-Vaudes      | 484    | 10260        | 10331    |
| Saint-Parres-lès-Vaudes | 960    | 10260        | 10358    |
| Vaudes                  | 543    | 10260        | 10399    |
| Villemorien             | 172    | 10110        | 10418    |
| Villemoyenne            | 523    | 10260        | 10419    |
| Ville-sur-Arce          | 264    | 10110        | 10427    |
| Villiers-sous-Praslin   | 60     | 10210        | 10432    |
| Villy-en-Trodes         | 202    | 10140        | 10433    |
| Virey-sous-Bar          | 660    | 10260        | 10437    |

## Thông tin nhân khẩu
| 1962                                                     | 1968  | 1975  | 1982  | 1990  | 1999  |
| -------------------------------------------------------- | ----- | ----- | ----- | ----- | ----- |
| 7 793                                                    | 8 443 | 8 911 | 9 758 | 9 916 | 9 777 |
| Nombre retenu à partir de 1962 : dân số không tính trùng |       |       |       |       |       |